# Juan Carlos Villamayor
Juan Carlos Villamayor (sinh ngày 5 tháng 3 năm 1969) là một cầu thủ bóng đá người Paraguay.

## Đội tuyển bóng đá quốc gia Paraguay
Juan Carlos Villamayor thi đấu cho đội tuyển bóng đá quốc gia Paraguay từ năm 1993 đến 1997.

## Thống kê sự nghiệp
| Đội tuyển bóng đá Paraguay | Đội tuyển bóng đá Paraguay | Đội tuyển bóng đá Paraguay |
| Năm                        | Trận                       | Bàn                        |
| -------------------------- | -------------------------- | -------------------------- |
| 1993                       | 2                          | 0                          |
| 1994                       | 0                          | 0                          |
| 1995                       | 8                          | 2                          |
| 1996                       | 2                          | 1                          |
| 1997                       | 6                          | 0                          |
| Tổng cộng                  | 18                         | 3                          |